# روبرت آلت
روبرت آلت (انگلیسی: Robert Alt; ۲ ژانویهٔ ۱۹۲۷ – ۴ دسامبر ۲۰۱۷) ورزشکار بابسلد اهل سوئیس بود.